# چربی غیراشباع
چربی غیراشباع (به انگلیسی: Unsaturated fat) به چربی یا اسید چربی گفته می‌شود که در زنجیرهٔ اسید چرب آن دست کم یک پیوند مضاعف وجود داشته باشد. چربی‌های غیراشباع را به دو گروه تقسیم‌بندی کرده‌اند. این دو گروه عبارت‌اند از: چربی تک اشباع‌نشده و چند اشباع‌نشده. تک اشباع‌نشده، دارای یک پیوند مضاعف است و چند اشباع‌نشده، شامل بیش از یک پیوند مضاعف است. این تفاوت در ساختار شیمیایی آنها باعث ایجاد تفاوت‌هایی در فواید و مضرات آنها بر روی سلامتی بدن انسان می‌شود. برخی از تک اشباع‌نشده‌ها باعث کاهش کلسترول بد شده و برخی از چند اشباع‌نشده‌ها همچون اسید چرب امگا ۳ و اسید چرب امگا ۶ باعث کاهش فشارخون و مهار بیماری‌های قلبی عروقی می‌شوند.
وقتی که پیوند مضاعف وجود داشته باشد، اتمهای هیدروژن وجود ندارند؛ بنابراین یک چربی اشباع هیچ پیوند مضاعفی ندارد، و دارای حداکثر تعداد پیوندهای هیدروژنی به کربن‌ها است و بنابراین با اتم‌های هیدروژن به اصطلاح «اشباع» شده است. در سوخت‌وساز سلولی، مولکول‌های چربی غیراشباع در مقایسه با مقدار مشابه از چربی اشباع حاوی انرژی کمتری (کالری کمتری) هستند.
چربی غیراشباع در موادی همچون آجیل، غذاهای دریایی، روغن زیتون، تخم‌مرغ، سویا و آوکادو یافت می‌شود. فرآورده‌های گوشتی، هم دارای چربی اشباع هستند و هم دارای چربی غیراشباع هستند. برخلاف چربی اشباع، چربی غیراشباع در دمای اتاق به صورت مایع است.